# Oxystigma williamsoni
Oxystigma williamsoni är en trollsländeart som beskrevs av Dirk Cornelis Geijskes 1976. Oxystigma williamsoni ingår i släktet Oxystigma och familjen Megapodagrionidae. IUCN kategoriserar arten globalt som livskraftig. Inga underarter finns listade i Catalogue of Life.